# Erehwon Nunatak
Erehwon Nunatak är en nunatak i Antarktis. Den ligger i Västantarktis. Chile och Storbritannien gör anspråk på området. Toppen på Erehwon Nunatak är 1 050 meter över havet.
Terrängen runt Erehwon Nunatak är mycket platt. Trakten är obefolkad. Det finns inga samhällen i närheten.